# Diego Jiménez de Enciso
Diego Jiménez de Enciso, španski dramatik, * 1585, † 1634.
Deloval je v času španske zlate dobe.